# Edward S. Rogers Sr.
Pour les articles homonymes, voir Rogers.
Edward S. Rogers Sr. (21 juin 1900 à Toronto au Canada - 6 mai 1939) est un inventeur canadien et un pionnier de l'industrie de la radio qui a fondé la Rogers Vacuum Tube Company et la station de radio CFRB à Toronto, en Ontario, au Canada.
Son seul enfant, Edward S. Rogers Jr., a fondé Rogers Communications, un conglomérat médiatique.

## Biographie
Le père de Edward S. Rogers Sr., l'homme d'affaires Albert Stephen Rogers (1860-1932), était directeur de l'Imperial Oil (après le rachat de sa Rogers Queen City Oil Company) et ancien associé de la Samuel and Elias Rogers Coal Company (plus tard Elias Rogers and Company), fondée en 1876 par son père quaker (Samuel Rogers) et son oncle Elias Rogers (1850-1920).
La famille descend de Timothy Rogers (en) (1756-1834), un dirigeant quaker qui a fondé Newmarket et Pickering dans ce qui est aujourd'hui l'Ontario.

## Carrière
Edward S. Rogers Sr. s'est intéressé à la radio pour la première fois lorsqu'il a vu un récepteur radio à l'âge de 11 ans. En 1913, des journaux locaux louent son habileté à faire fonctionner une station de radio, ce qui, à l'époque, était une réalisation technique impressionnante. Il a travaillé comme officier radio sur les navires de passagers des Grands Lacs pendant les étés 1916 à 1919. En 1921, Il exploite la seule station canadienne (et le seul émetteur à étincelles) qui participe avec succès au premier concours de radioamateur transatlantique. Il détenait l'indicatif radioamateur 3BP, et a rejoint le chapitre canadien de l'American Radio Relay League (en) en 1921.
Au début des années 1920, les émetteurs et les récepteurs radio fonctionnaient avec de grosses et coûteuses piles électriques qui fournissaient les hautes tensions nécessaires à leurs tubes à vide. Les premières tentatives de production d'un récepteur radio fonctionnant sur le courant alternatif domestique ont échoué, car les tubes conçus pour l'alimentation en courant faible à partir de piles étaient insatisfaisants lorsqu'ils fonctionnaient sur un courant alternatif de 25 ou 60 Hz.
En avril 1924, Edward S. Rogers Sr. se rend aux États-Unis et voit des tubes à vide expérimentaux adaptés au courant alternatif dans les laboratoires de Westinghouse à Pittsburgh. Il achète les droits de brevet de ces tubes de Frederick S. McCullough. Après un développement plus poussé, Rogers produit un modèle de tube à vide qui fonctionne sur courant alternatif.
En 1925, il avait non seulement introduit un récepteur radio complet utilisant les nouveaux tubes, mais avait également produit un éliminateur de pile (en) (une alimentation électrique) qui pouvait être utilisé avec les récepteurs d'autres fabricants pour éliminer les piles coûteuses et encombrantes. En août 1925, la radio sans pile de Rogers était en vente commerciale, le premier récepteur radio au monde à fonctionner à partir du courant électrique domestique. À une époque où un instituteur gagnait 1 000 $ par an, la radio haut de gamme de Rogers se vendait 370 $. Rogers a créé la société Standard Radio Manufacturing (plus tard, Rogers Vacuum Tube Company) pour produire des récepteurs radio utilisant la nouvelle conception des tubes à vide.
En 1927, il a fondé la station de radio CFRB (Canada’s First Rogers Batteryless). Ironiquement, la station est aujourd'hui la propriété de Bell Media, un conglomérat médiatique concurrent du conglomérat créé par son fils.
En 1930, il épouse Velma Melissa Taylor. Trois ans plus tard, ils ont eu un fils, Edward S. Rogers Jr., qui a développé Rogers Communications, un conglomérat médiatique. La famille vivait au 49 Nanton Avenue dans le quartier de Rosedale à Toronto.

## Décès
Edward S. Rogers Sr. est mort subitement en 1939 des suites d'une hémorragie. Il a été enterré au cimetière Mount Pleasant, à Toronto. Velma Rogers épousa par la suite John Graham, un avocat de Toronto qui devint le beau-père d'Edward S. Rogers Jr..

## Honneurs et récompenses
Edward S. Rogers Sr. a été intronisé à titre posthume au Temple de la renommée de la radiodiffusion canadienne (en) en 1982 et au Temple de la renommée des télécommunications (en) aux côtés de son fils en 2006.
En 2000, Edward S. Rogers Sr. et la radio sans pile ont illustré un des timbres du millénaire de Postes Canada.

## Ses parents
- Elias Rogers Sr (1806-1850) : son grand-père, mort avant la naissance de son père
- Albert Stephen Rogers (1860-1932) : son père, associé dans le commerce du charbon avec Elias Rogers, et directeur de la compagnie pétrolière Imperial Oil[2]
- Elias Rogers (1850-1920) : son oncle, associé dans le commerce du charbon avec Samuel et Albert Stephen Rogers[8]
- Samuel Rogers (1835-1903) : son oncle, associé dans le commerce du charbon avec Elias et Albert Stephen Rogers[8]
- Alfred Rogers (mort en 1953) : son cousin, fils d'Elias Rogers, il a hérité du commerce du charbon de son père[9]